# Impotentie
Impotentie is het onvermogen tot geslachtsgemeenschap.
De belangrijkste vorm van impotentie is een erectiestoornis: het niet krijgen of snel verdwijnen van een erectie (men noemt deze vorm impotentia erigendi). Andere vormen zijn de voortijdige zaadlozing (ejaculatio praecox) en het ontbreken van de zaadlozing (impotentia ejaculandi).
In de meeste gevallen – en zeker bij de voortijdige zaadlozing – heeft impotentie een geestelijke oorzaak. 
Lichamelijke oorzaken van impotentie zijn bijvoorbeeld ziekte of letsel van het ruggenmerg, suikerziekte, ondervoeding, uitputting, roken, geneesmiddelgebruik (vooral sommige middelen tegen hoge bloeddruk) en druggebruik. 
Impotentie op latere leeftijd is normaal. 

## Medische symptomen
Een erectiestoornis is het aanhoudende onvermogen van een man om volledige geslachtsgemeenschap te hebben. Bij een normale seksuele functie bestaat geslachtsgemeenschap (voor een man) uit seksueel verlangen (libido), een eventueel voorspel, erectie, het inbrengen van de penis, tientallen fricties gedurende enkele minuten, met als hoogtepunt zaadlozing — ejaculatie en het gevoel van orgasme. Het ontbreken van een van deze fasen bepaalt de onmogelijkheid van een volwaardige geslachtsgemeenschap en leidt geleidelijk tot stoornissen in de anderen fasen. Meestal is dit te wijten aan erectie- of ejaculatiestoornissen.
In dе meeste gevallen zijn seksuele disfuncties geen onafhankelijke ziekten, maar bestaan en ontwikkelen zich als bijkomende ziekten. Zo kunnen erectiestoornissen optreden bij endocriene stoornissen, bijvoorbeeld diabetes mellitus (het veroorzaakt neuropathie), hypogonadisme (daling van het testosterongehalte als gevolg van disfunctie van de hypofyse of testikels. Het kan ook worden verbonden met verschillende urologische aandoeningen, laesies van de regulatiecentra van seksuele functies in de hersenschors. Erectiestoornissen veroorzaakt door deze redenen worden als organische geclassificeerd.
Erectiestoornissen zijn meestal het gevolg van lichamelijke factoren, variërend van onderliggende aandoeningen tot chirurgische ingreep. Veel aandoeningen veroorzaken of verergeren erectiestoornissen; veel mensen met obesitas hebben bijvoorbeeld meestal erectieproblemen, dus het is belangrijk om uw gewicht en lichaamsconditie te controleren.
In de meeste gevallen zijn erectiestoornissen echter met neuropsychiatrische stoornissen (neurose, neurotische toestand bij verschillende ziekten, depressies enz.) verbonden. Dit is de zogenaamde psychogene erectiestoornis. Erectiestoornissen kunnen optreden als bijwerking bij het nemen van veel voorkomende medicijnen: antihypertensiva, psychotrope middelen, onderdrukkers van het centrale zenuwstelsel, sommige oestrogenen, geneesmiddelen tegen kanker. Organische en psychogene impotentie manifesteren zich op verschillende manieren.